# Хорькова, Ольга Михайловна

Ольга Михайловна Хорькова (19 июня 1922 — 13 января 2010, Москва, Россия) — актриса театра и кино, актриса Малого театра России. Народная артистка РСФСР (1980).

## Биография
На сцене Малого дебютировала в 1943 г., будучи студенткой 3-го курса училища им. М. С. Щепкина.
В 1945 г. была зачислена в труппу Малого театра. В числе её ролей: Лиза («Горе от ума»), Полина («Доходное место»), Марья Антоновна («Ревизор»)… Хорькова была одной из любимых партнёрш В. Н. Пашенной, вместе они играли в таких спектаклях, как «Ревизор» (Пашенная — Анна Андреевна) и «Гроза» (Пашенная — Кабаниха, Хорькова — Варвара).
Среди образов, созданных актрисой — Поля («Мещане»), Катя («Дети Ванюшина»), Люба («Северные зори»), Эмилия («Ярмарка тщеславия»), Кончетта («Рождество в доме синьора Купьелло»), Маша («Живой труп»), Авдотья («Растеряева улица»), Малышева («Беседы при ясной луне»), Ничкина («Женитьба Бальзаминова»), Кабаниха («Гроза»). Участвовала во всех трёх знаменитых горьковских постановках Б. А. Бабочкина, сыграв Ольгу Александровну («Дачники»), Варвару («Достигаев и другие») и Бобову («Фальшивая монета»).
Последней театральной работой актрисы стала Анна Андреевна в «Ревизоре» — в 1989 г. она покинула сцену.
Известна и своими ролями в кино — «Таланты и поклонники» (Домна Пантелеевна), «Безотцовщина» (мать Кеши), «Алёшкина любовь» (Лиза). 
Похоронена на Химкинском кладбище.

## Награды
- Народный артист РСФСР (14.10.1980)
- Заслуженный артист РСФСР (26.10.1949)
- Орден «Знак Почёта» (04.11.1974)

## Фильмография
1. 1944 — Зоя — одноклассница Зои
2. 1952 — Горе от ума (фильм-спектакль) — Лизанька
3. 1954 — Морской охотник — Мария Васильевна
4. 1959 — Егерь (короткометражный) — Пелагея
5. 1959 — Растеряева улица (фильм-спектакль) — Липа
6. 1959 — Строгая женщина (фильм) — Христина
7. 1960 — Алёшкина любовь — Лиза
8. 1960 — Домой — Анна
9. 1964 — Рогатый бастион — Лявониха
10. 1966 — Дачники — Дудакова Ольга Алексеевна
11. 1973 — Разные люди — Прасковья Фёдоровна Родионова, мать Владимира и Нины
12. 1973 — Таланты и поклонники — Домна Пантелеевна
13. 1975 — Достигаев и другие (фильм-спектакль)
14. 1975 — Фальшивая монета (фильм-спектакль) — Бобова
15. 1976 — Безотцовщина — мать Кеши
16. 1977 — Гроза (фильм-спектакль)
17. 1981 — Доходное место (фильм-спектакль)
18. 1985 — Ревизор (фильм-спектакль) — Анна Андреевна